# Wymbritseradiel
Wymbritseradiel (anhörenⓘ) (niederländisch Wymbritseradeel) ist eine ehemalige Gemeinde der Provinz Friesland (Niederlande). Sie hatte 16.078 Einwohner (Stand: 31. Dezember 2010). Seit dem 1. Januar 2011 ist Wymbristderadiel Teil der neu gebildeten Gemeinde Súdwest Fryslân.

## Orte

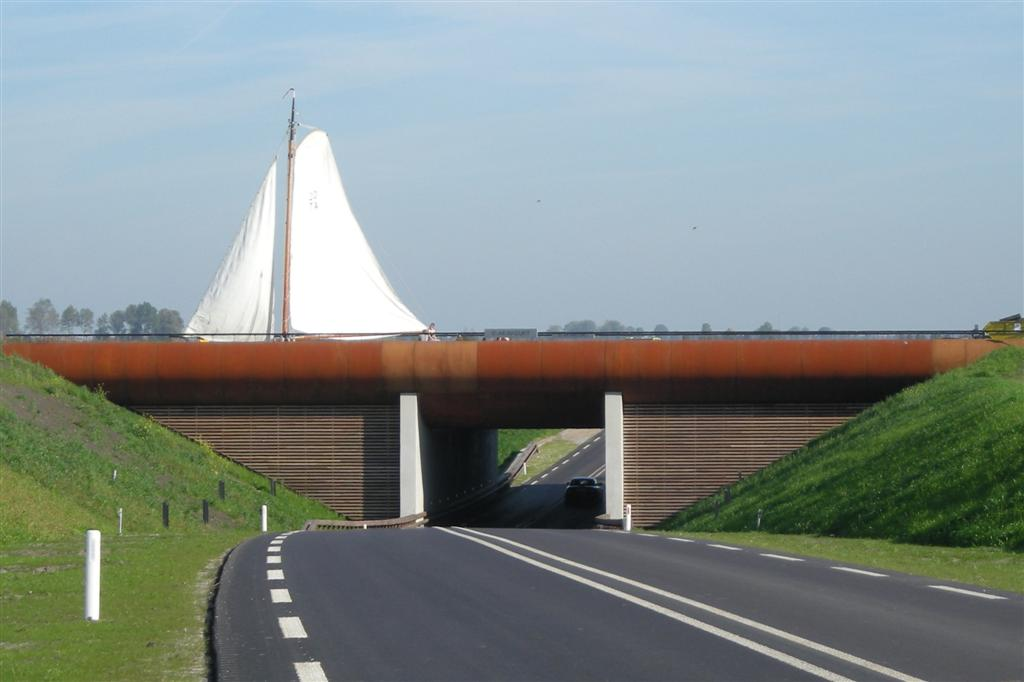
Der Aquädukt, niederländisch "aquaduct", westfriesisch "akwadukt" für den Ee (Ie) bei Woudsend

Die Kleinstadt IJlst (westfriesisch: Drylts) mit ihren etwa 3250 Einwohnern war der Verwaltungssitz.
Die anderen Orte in der Gemeinde waren (falls der Ort mehr als 200 Einwohner hat, werden der westfriesische Name sowie die Einwohnerzahl in Klammern angegeben):
- Abbega
- Blauwhuis (Blauhûs, 600)
- Folsgare (Folsgearre, 300)
- Gaastmeer (De Gaastmar, 200)
- Gauw (Gau, 400)
- Goënga (Goaiingea, 200)
- Greonterp
- Heeg (Heech, 2000)
- Hommerts (De Hommerts, 500)
- Idzega
- Indijk
- Jutrijp (Jutryp, 300)
- Koufurdurrige
- Nijland (Nijlân, 800)
- Oosthem (Easthim, 300)
- Oppenhuizen (Toppenhuzen, 1150)
- Oudega (Aldegea, 600)
- Sandfirden
- Scharnegoutum (Skearnegoutum, 1600)
- Smallebrugge
- Tirns
- Tjalhuizum
- Uitwellingerga (Twellingea, 300)
- Westhem
- Wolsum
- Woudsend (Wâldsein, 1300)
- Ypecolsga.

## Lage und Wirtschaft

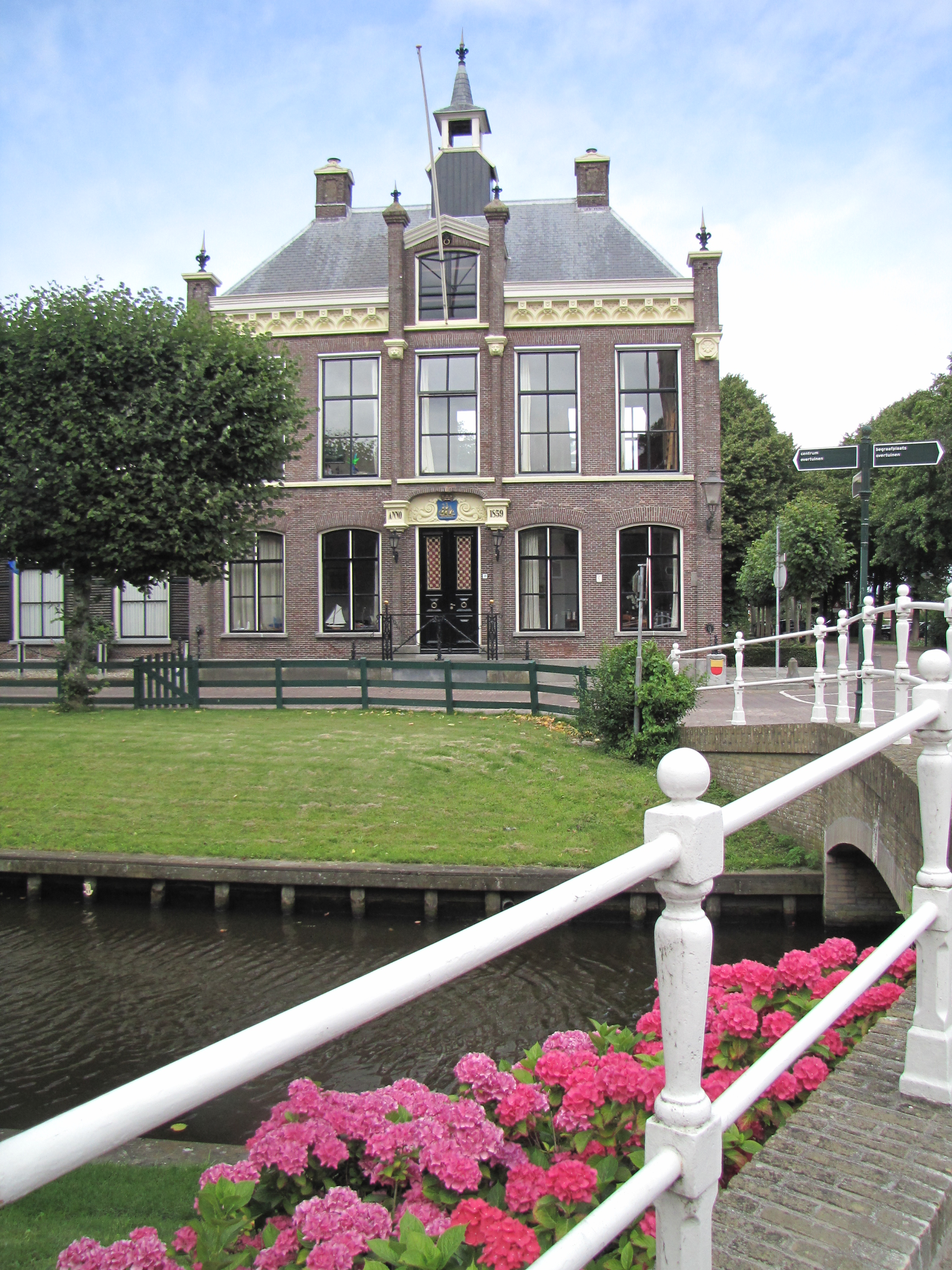
Altes Rathaus von IJlst

Die Gemeinde lag südlich von Sneek im Seengebiet, das den Südwesten von Fryslân kennzeichnet. Wassersporttourismus und das dazugehörende Gewerbe (u. a. kleine Schiffswerften in Heeg) und Viehzucht sind die Pfeiler der dortigen Wirtschaft. IJlst hat einen Kleinbahnhof an der Lokaleisenbahn Leeuwarden–Staveren. Das Städtchen hat eine alte Tradition des Holz verarbeitenden Gewerbes.

## Geschichte
IJlst erhielt bereits 1268 das Stadtrecht. Es lag damals am kleinen Fluss Ee oder Ye, der in die Zuidersee mündete. Die Gracht in der Stadtmitte ist ein Überbleibsel dieses Wasserlaufes. Im Jahr 1865 siedelte sich hier die Firma Nooitgedagt (Deutsch: Nie gedacht) an. Dieses Unternehmen wurde in den ganzen Niederlanden berühmt wegen seiner Hobel und sonstigen Zimmermannsgeräte höchster Qualität, Holzspielwaren und vor allem Schlittschuhe. Es wurde 1995 von einem ausländischen Konkurrenten übernommen und ging einige Jahre später pleite. Die Schlittschuhe der Firma Nooitgedagt, sogenannte Friese doorlopers, bestehen aus einer Holzkonstruktion, unter welcher das Eisen des Schlittschuhs befestigt ist. Die Produkte der Firma sind in einem der ehemaligen Werksgebäude in der IJlster Innenstadt in einem kleinen Museum zu besichtigen.
Im Jahr 1984 entstand im Rahmen der damaligen Gemeindereform in den Niederlanden durch Fusion mit zahlreichen bisher selbstständigen Nachbardörfern die neue Gemeinde Wymbritseradiel. Diese ging ihrerseits im Jahr 2011 in der neuen Großgemeinde Súdwest Fryslân auf.
IJlst ist eine der friesischen Elf Städte (siehe: Elfstedentocht).
Heeg war im 19. Jahrhundert bekannt für seine Aalfischer. Diese hatten in London an der Themse damals sogar eine eigene Verkaufsanlage.
Viele der kleinen Dörfer liegen auf einer Warft, hier in Fryslân terp genannt. Einige davon wurden bereits vor dem Jahr 400 von Bauern besiedelt. Die meisten Dörfer entstanden aber erst im Mittelalter.

## Sehenswürdigkeiten

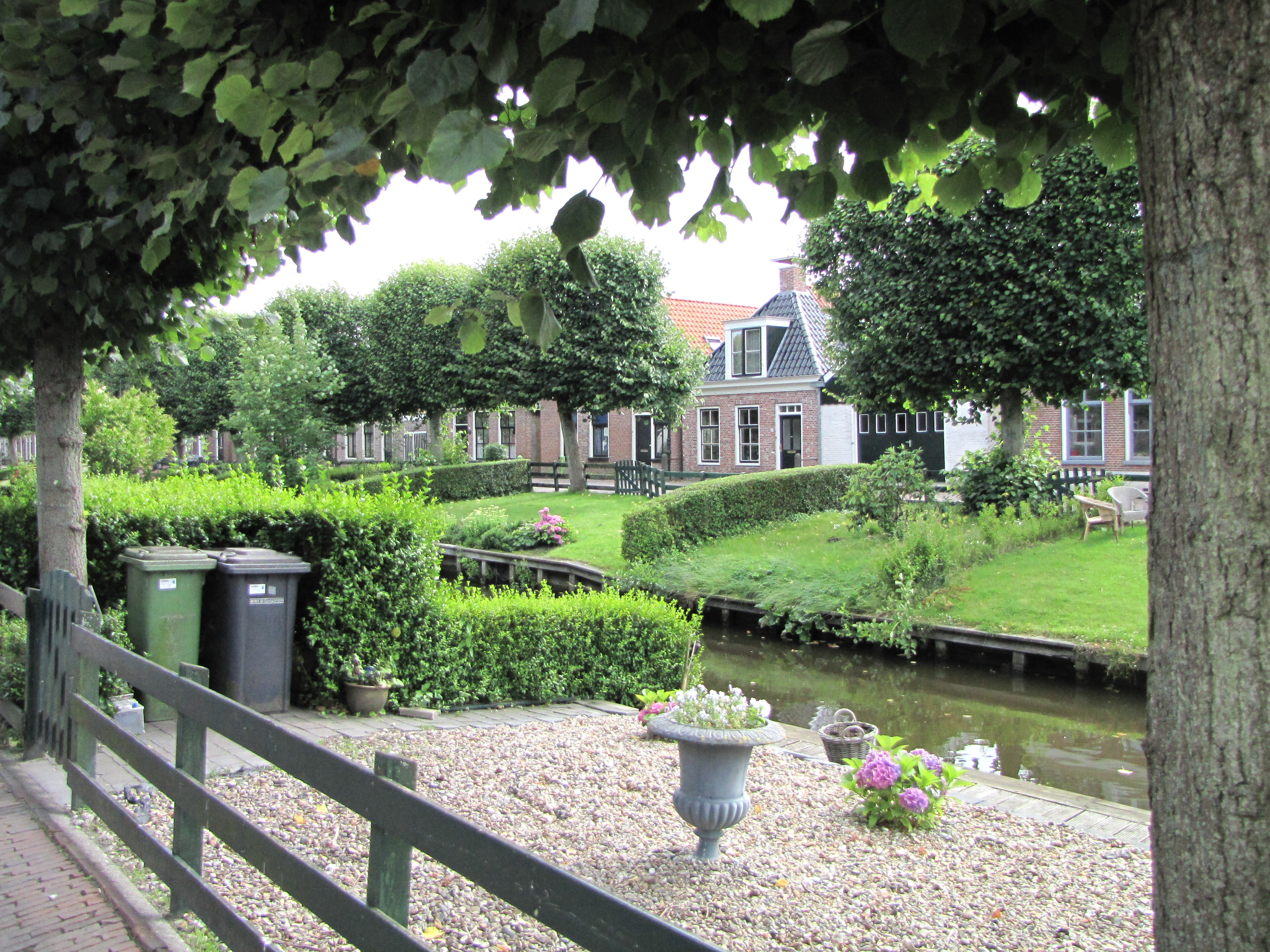
Pittoreske Eegracht und Gamalagracht in IJlst

- Der Stadtkern von IJlst mit der kleinen Gracht: die Gärten der Einwohner befinden sich jenseits des Wassers (sog. overtuinen).
- Die Friesischen Seen sind sehr beliebt bei Wassersportlern. Heeg, Oudega, Woudsend und mehrere andere Dörfer haben einen Jachthafen und einen Campingplatz.
- Mehrere Orte, vor allem Goenga und Sscharnegoutum, haben einen malerischen Ortskern mit kleinen, alten Häusern rund um eine sehenswerte Dorfkirche.
- Woudsend hat zwei sehenswerte Windmühlen.
- Die flache Wiesenlandschaft ist reich an Vögeln.

## Politik

### Sitzverteilung im Gemeinderat
| Partei                           | Sitze | Sitze | Sitze | Sitze |
| Partei                           | 1994  | 1998  | 2002  | 2006  |
| -------------------------------- | ----- | ----- | ----- | ----- |
| CDA                              | 6     | 7     | 5     | 4     |
| FNP                              | 2     | 3     | 3     | 4     |
| Gemeentebelangen Wymbritseradiel | 2     | 3     | 6     | 4     |
| PvdA                             | 2     | 2     | 2     | 3     |
| VVD                              | 2     | 2     | 1     | 1     |
| ChristenUnie                     | —     | —     | 0     | 1     |
| D66                              | 1     | 0     | —     | —     |
| Gesamt                           | 15    | 17    | 17    | 17    |

## Geboren in Wymbritseradiel
- In Goënga: Pieter Sjoerds Gerbrandy (1885–1961), Ministerpräsident der Niederlande im Zweiten Weltkrieg.